# İstinye
İstinye és un barri d'Istanbul, al costat europeu del Bòsfor, districte de Sarıyer. Està situat entre Emirgan i Yeniköy. És una enorme badia, la més gran del Bòsfor i que s'ha utilitzat com a port durant diversos segles. Tots els matins hi ha un mercat de peix al moll. La zona és coneguda per la seva tranquil·litat, ideal per passejar, i els seus restaurants de peix.